# شهرستان ولیکا نوسیلکا
ولیکا نوسیلکا رین (به لاتین: Velyka Novosilka Raion) یک سکونتگاه مسکونی در اوکراین است که در استان دونتسک واقع شده‌است که در سال ۲۰۲۵ به تحت تصرف نیروهای مسلح روسیه در افتاد و الان تحت کنترل فدراسیون روسیه است 